# Friedrich-Adolf Kuls
Friedrich-Adolf Kuls (* 22. Februar 1897 in Wunstorf; † 26. September 1939 
in Włochy vor Warschau) war ein deutscher Politiker und SA-Funktionär, zuletzt im Rang eines SA-Brigadeführers. Er war unter anderem Beigeordneter der Stadt Braunschweig.

## Leben und Wirken
Kuls nahm als Freiwilliger am Ersten Weltkrieg teil, in dem er zweimal verwundet sowie mit dem Eisernen Kreuz II. Klasse und dem Flandernkreuz ausgezeichnet wurde. 
1922 wurde Kuls erstmals Mitglied der NSDAP und schloss sich zum 4. Mai 1925 erneut der neu gegründeten Partei an (Mitgliedsnummer 3.379). Ebenfalls 1925 trat er zudem in die SA ein. Im Juli 1932 wurde Kuls zum Führer der SA-Standarte 14 ernannt. 1933 erfolgte seine Ernennung zum Führer der SA-Brigade 33 in Leine, bevor er Ende 1939 die Führung der Brigade 58 in Braunschweig übernahm, die er bis zu seinem Tod innehatte. Daneben amtierte er von 1933 (?) bis zu seinem Tod 1939 als Beigeordneter der Stadt Braunschweig.
Bei der Wahl zum nationalsozialistischen Deutschen Reichstag am 10. April 1938 kandidierte er unter der Berufsangabe Kaufmann erfolglos.
Kuls starb als Teilnehmer des Überfalls auf Polen als Leutnant, nach anderen Angaben als Feldwebel, vor Warschau.  Nach seinem Tod wurde die Siedlung Rühme bei Braunschweig in „Friedrich-Adolf-Kuls-Siedlung“ umbenannt. Außerdem sollte eine nach dem Krieg zu errichtende Sportanlage seinen Namen erhalten.